# Pfaffensattel
Der Pfaffensattel ist ein 1372 m ü. A. hoch gelegener Alpenpass zwischen den Orten Rettenegg und Steinhaus am Semmering in der Steiermark.
Der Sattel ist Ausgangspunkt möglicher Wanderung auf das Stuhleck (1.782 m), auf den Kleinen Pfaff (1.539 m) oder auf den Großen Pfaff (1.555 m). Das Stuhleck kann vom Sattel aus auch über eine nicht asphaltierte Mautstraße, welche allerdings nur in den Sommermonaten befahrbar ist, erreicht werden. Über den hier verlaufenden Zentralalpenweg kann das Alois-Günther-Haus zu Fuß in einer, das Roseggerhaus in knapp drei Stunden erreicht werden.
Zu Beginn des 18. Jahrhunderts befand sich „am Pfaffen“ eine Verteidigungsanlage. Sie gehörte zu den Befestigungsanlagen (Kuruzzenschanzen), die im Jahr 1704 im Osten Niederösterreichs und der Steiermark gegen den Kuruzzenaufstand angelegt wurden. Damals bestand die Gefahr, dass sich ein Einfall der Kuruzzen bis in das Mürztal erstrecken und damit die Obersteiermark gefährden würde. Dazu kam es zwar nicht, aber die Passübergänge in das Mürztal wurden über längere Zeit in Verteidigungsbereitschaft gehalten. Die Anlage bestand aus einem Erdwall mit vorgelagertem Graben, einer Schanze. Es sind keine sichtbaren Reste belegt, ob Erdunebenheiten in der Nähe der Passstraße darauf zurückgeführt werden können oder andere Ursachen haben, ist offen.

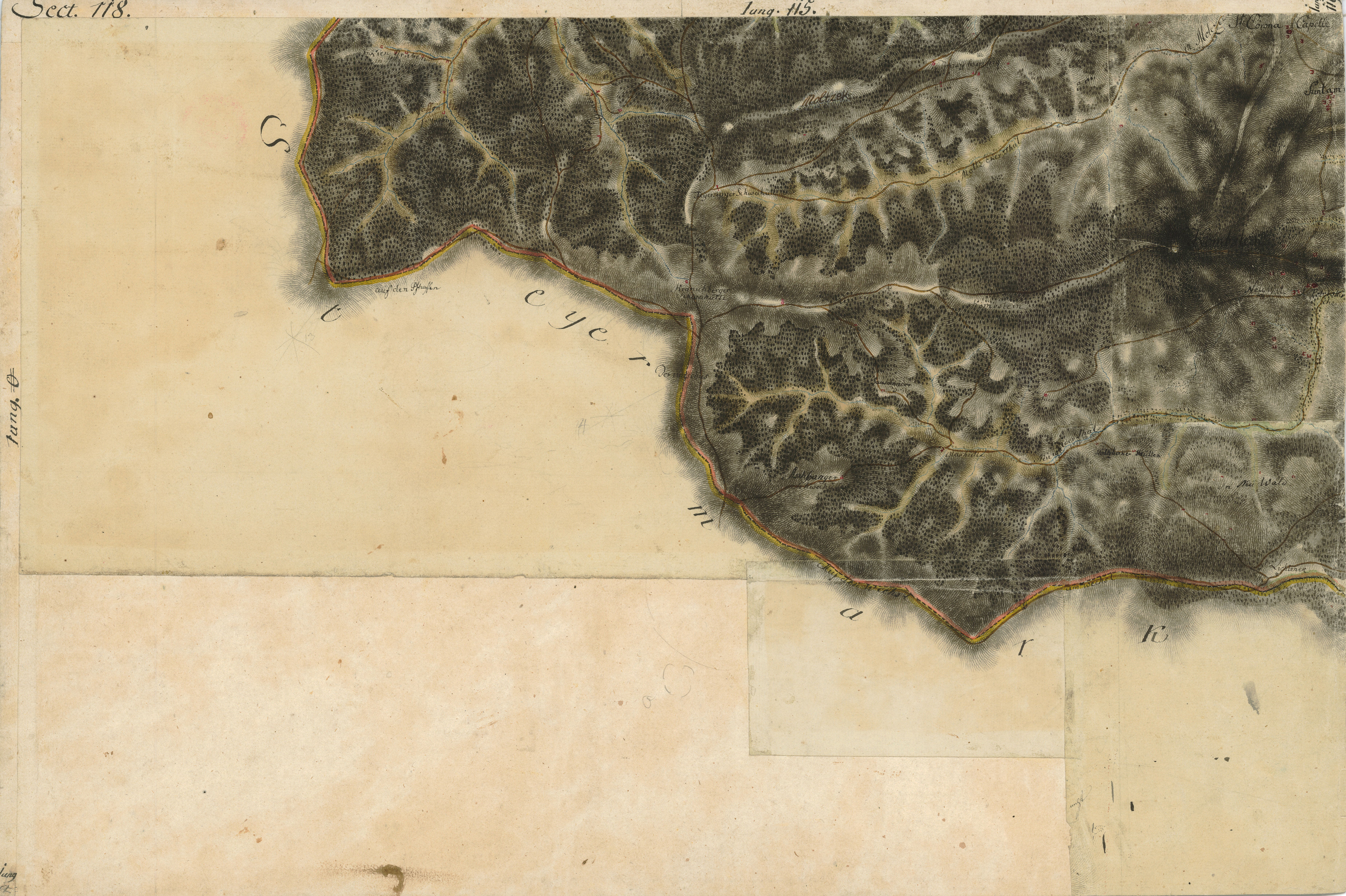
Um 1780: Der „Pfaffen“ in Niederösterreich an der Grenze zur Steiermark (1. Landesaufnahme)

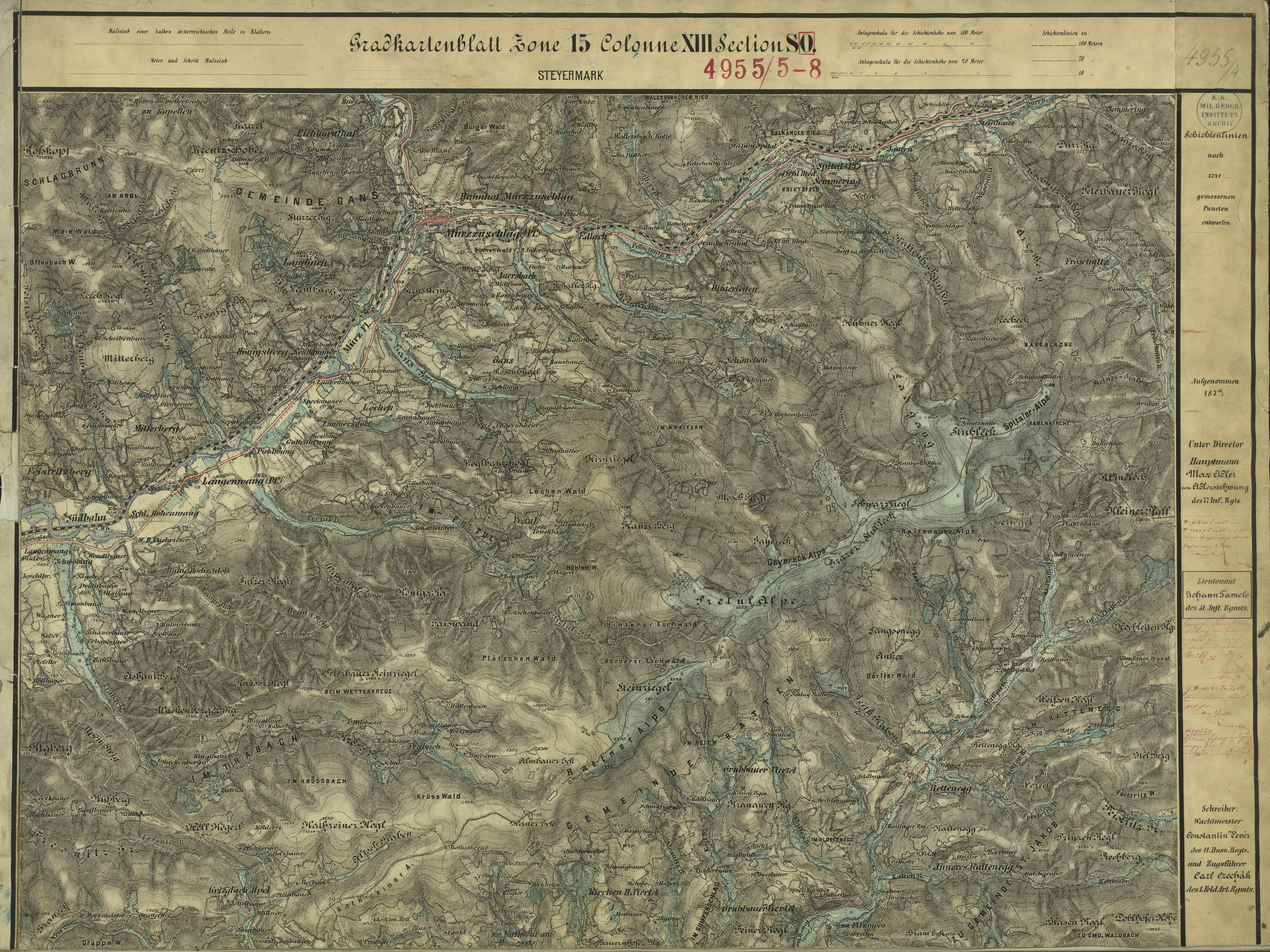
Pfaffensattel und Stuhleck (links) um das Jahr 1876 (Aufnahmeblatt der 3. Landesaufnahme)